# Quận Muskegon, Michigan
Quận Muskegon một quận thuộc tiểu bang Michigan, Hoa Kỳ. Quận lỵ đóng ở Muskegon. Theo điều tra dân số của Cục điều tra dân số Hoa Kỳ năm 2010, quận có dân số 172.188 người.

## Địa lý
Theo Cục điều tra dân số Hoa Kỳ, quận có diện tích 3800 km2, trong đó có 2490 km2 là diện tích mặt nước.